# Problema del tempo
Nella fisica teorica, il problema del tempo è un conflitto concettuale tra relatività generale e meccanica quantistica in quanto la meccanica quantistica considera il flusso del tempo come universale e assoluto, mentre la relatività generale considera il flusso del tempo come malleabile e relativo. Questo problema solleva la questione di che cosa sia realmente il tempo in senso fisico e se sia veramente un fenomeno reale e distinto. Implica anche la relativa domanda sul perché il tempo sembra scorrere in un'unica direzione, nonostante il fatto che nessuna legge fisica nota a livello microscopico sembri richiedere un'unica direzione. Per i sistemi macroscopici la direzionalità del tempo è direttamente collegata a concetti primitivi come il secondo principio della termodinamica.

## Il tempo in meccanica quantistica
Nella meccanica classica viene assegnato uno status speciale al tempo, nel senso che viene trattato come un classico parametro di fondo, esterno al sistema stesso. Questo ruolo speciale è visto nella formulazione standard della meccanica quantistica. È considerato parte di un background classico dato a priori con un valore ben definito. Infatti, la trattazione classica del tempo è profondamente intrecciata con l'interpretazione di Copenaghen della meccanica quantistica, e, quindi, con i fondamenti concettuali della teoria quantistica: tutte le misurazioni degli osservabili sono effettuate in determinati istanti di tempo e le probabilità sono assegnate solo a tali misurazioni.
La relatività ristretta ha modificato la nozione di tempo. Ma dal punto di vista di un osservatore fisso di Lorentz, il tempo rimane un parametro distinto, assoluto, esterno, globale. La nozione newtoniana di tempo si ripercuote essenzialmente sui sistemi relativistici speciali, nascosti nella struttura dello spaziotempo.

## Ribaltamento del tempo assoluto nella relatività generale
Anche se classicamente lo spaziotempo sembra essere uno sfondo assoluto, la relatività generale rivela che lo spaziotempo è in realtà dinamico; la gravità è una manifestazione della geometria dello spaziotempo. La materia reagisce con lo spaziotempo:
(John Archibald Wheeler in Geons, Black Holes and Quantum Foam, pag. 253)
Inoltre, lo spaziotempo può interagire con se stesso (es. onde gravitazionali). La natura dinamica dello spaziotempo ha una vasta gamma di conseguenze.
La natura dinamica dello spaziotempo, tramite l'argomento del buco, o tesi del buco, implica che la teoria sia invariante per il diffeomorfismo. I vincoli sono l'impronta nella teoria canonica dell'invarianza del diffeomorfismo della teoria quadridimensionale. Contengono anche la dinamica della teoria, poiché l'Hamiltoniana svanisce identicamente. La teoria quantistica non ha dinamiche esplicite; le funzioni d'onda sono annullate dai vincoli e le osservabili di Dirac commutano con i vincoli e quindi sono costanti di moto. Kuchar introduce l'idea di "perenni" e Rovelli l'idea di "osservabili parziali". L'aspettativa è che in situazioni fisiche alcune delle variabili della teoria svolgano il ruolo di un "tempo" rispetto al quale altre variabili evolvono e definiscano le dinamiche in modo relazionale. Questo incontra difficoltà ed è una versione del "problema del tempo" nella quantizzazione canonica.

## Soluzioni proposte al problema del tempo
Il tempo come concetto quantistico è emerso per la prima volta nelle prime ricerche sulla gravità quantistica, in particolare dal lavoro di Bryce DeWitt negli anni '60:
In pratica, Il tempo è un fenomeno di entanglement, dove ogni orologio si pone sulla stessa traccia. Questo venne studiato per la prima volta dai fisici Don Page e William Wootters nel 1983. Essi proposero una interpretazione che risolverebbe il problema del tempo, nominata interpretazione della probabilità condizionata. Consiste nel promuovere tutte le variabili come operatori quantistici e, una volta aver posto uno di essi come 'orologio', domandarsi sulla probabilità condizionata rispetto alle altre variabili. Alla fine sono arrivati ad una conclusione basata sul fenomeno dell'entanglement quantistico. Wootters e Page dimostrarono come l'entanglement quantistico può essere usato per misurare il tempo.
Nel 2013, presso l'Istituto Nazionale di Ricerca Metrologica (INRIM) di Torino, Ekaterina Moreva insieme a Giorgio Brida, Marco Gramegna, Vittorio Giovannetti, Lorenzo Maccone e Marco Genovese, ha eseguito il primo test sperimentale delle idee di Page e Wootters. Hanno confermato che il tempo emerge per gli osservatori interni, ma non per quelli esterni dell'universo: proprio come prevede l'equazione di Wheeler-DeWitt.
Avshalom Elitzur e Shahar Dolev sostengono che esperimenti di meccanica quantistica come il Quantum Liar forniscono prove inconsistenti sul passato e che lo spaziotempo stesso può quindi essere soggetto a cambiamenti che interessano intere linee temporali. Elitzur e Dolev credono anche che meccanica quantistica e relatività possano essere riconciliati in un unico passaggio oggettivo.
Lee Smolin propone l'esistenza di un "presente denso" di eventi, in cui due eventi nel presente possono essere causalmente correlati tra loro, ma in contrasto con la visione del tempo dell'universo a blocchi in cui tutto il tempo esista eternamente (opposto al Presentismo).

## Tempo di Weyl nella gravità quantistica a scala invariante
Partendo dalla Ambiguità di Immirzi nella gravità quantistica a loop e sul modello delle particelle elementari, Charles Wang e colleghi propongono che il problema del tempo potrebbe essere legato ad una nascosta invarianza di scala dei sistemi gravità-materia. L'invarianza di scala è stata proposta anche per risolvere il problema della gerarchia degli accoppiamenti fondamentali. Come simmetria continua globale, l'invarianza di scala genera una corrente di Weyl secondo il teorema di Noether. Nei modelli cosmologici a scala invariante, questa corrente di Weyl dà naturalmente origine a un tempo armonico. Nel contesto della gravità quantistica a loop, Charles Wang suggerisce che l'invarianza di scala può portare all'esistenza di un tempo quantizzato.

## L'ipotesi del tempo termico
Le teorie generalmente covarianti non presentano un tempo fisico distinguibile rispetto a cui tutto il resto si evolve. Tuttavia, non è necessaria l'intera formulazione ed interpretazione della teoria. Le leggi dinamiche sono determinate da correlazioni abbastanza sufficienti da poter fare predizioni. Ma in seguito è necessario un meccanismo che spieghi come la nozione del tempo che tutti conosciamo eventualmente emerga da una struttura atemporale ad una temporale del mondo macroscopico.
L'ipotesi del tempo termico è stata avanzata come possibile soluzione a questo problema da Carlo Rovelli e Alain Connes. La teoria postula che il flusso temporale non sia una proprietà fondamentale data a priori della teoria, ma sia una caratteristica macroscopica di origine termodinamica.